# Argyreia popahensis
Argyreia popahensis är en vindeväxtart som först beskrevs av Collett och Hemsl., och fick sitt nu gällande namn av Staples. Argyreia popahensis ingår i släktet Argyreia och familjen vindeväxter. Inga underarter finns listade i Catalogue of Life.